# Comando Regione Militare Nord
Il Comando Regione Militare Nord è stato uno dei quattro principali comandi territoriali dell'Esercito, responsabile delle attività legate al reclutamento, alla ricollocazione dei volontari congedati, alle forze di completamento e alla promozione e pubblica informazione sul territorio. Era ubicato a Torino.

## Enti dipendenti

### Comandi Militari Esercito
La Regione Militare Nord era composta da nove comandi territoriali demoltiplicatori coincidenti con le dieci regioni italiane più settentrionali. Di norma un Ente di questo tipo era retto da un generale di brigata o equivalente

Il comando risultava quindi così strutturato:
- Comando Regione Militare Nord - Comando militare Esercito Piemonte e Valle d'Aosta  (Torino);
  - Comando militare Esercito Liguria (Genova);
  - Comando militare Esercito Lombardia (Milano).

### Centri documentali
I centri documentali sono gli eredi degli ex distretti militari svolgendo funzioni equiparate. Attualmente sono attivi sul territorio servito dalla Regione Militare Nord i seguenti CeDoc (centri documentali) dipendenti dai propri Comandi Militari Esercito responsabili per il territorio. Di norma i Centri Documentali sono posti sotto il comando di un colonnello
- C.M.E.[3] Lombardia
  - Cedoc[4] Milano
  - Cedoc Como
  - Cedoc Brescia
- C.M.E. Piemonte e Valle d'Aosta
  - Cedoc Torino
- C.M.E. Liguria
  - Cedoc Genova

## Comando truppe alpine
Le funzioni del Comando Regione Militare Nord sono adesso espletate dal Comando Forze Operative Nord e dal Comando truppe alpine